# Pristimantis dendrobatoides
Pristimantis dendrobatoides là một loài động vật lưỡng cư trong họ Strabomantidae, thuộc bộ Anura. Loài này được Means & Savage mô tả khoa học đầu tiên năm 2007.